# Radosław Sikorski
Radosław Tomasz Sikorski, detto Radek (AFI: [raˈdɔswaf ɕiˈkɔrskʲi] · ; Bydgoszcz, 23 febbraio 1963), è un politico, giornalista e politologo polacco.
Ministro degli affari esteri dal 2023 nel governo Tusk III, ha ricoperto la stessa carica anche dal 2007 al 2014, sempre in governi guidati da Donald Tusk.
Nel corso della carriera politica è anche stato maresciallo del Sejm dal 24 settembre 2014 al 23 giugno 2015, subentrando a Ewa Kopacz, designata Primo ministro. Dal 2019 al 2023 è stato Europarlamentare per la Polonia.
È marito della storica ebrea americana Anne Applebaum, Premio Pulitzer nel 2004.

## Biografia

### Formazione
Radek Sikorski iniziò il suo impegno nella vita politica polacca partecipando alle rivolte del movimento sindacale Solidarność alla fine degli anni '70, divenendo capo del comitato degli scioperi studenteschi contro il governo comunista della Repubblica Popolare di Polonia nel marzo 1981.
Dopo la promulgazione della legge marziale nel dicembre 1981 da parte del governo guidato da Wojciech Jaruzelski, decise di fuggire nel Regno Unito, ottenendo asilo politico. Studiò filosofia, politica ed economia presso il Pembroke College dell'Università di Oxford, entrando poi nel Bullingdon Club, l'associazione goliardica degli studenti universitari oxoniensi, nella quale fece conoscenza con molti futuri esponenti della vita politica britannica, tra cui il futuro leader del Partito Conservatore, e allora studente universitario, David Cameron.

### Carriera giornalistica
Nel 1984, dopo avere conseguito la laurea, ottenne la cittadinanza britannica e cominciò a lavorare come giornalista freelance. Negli anni seguenti fu corrispondente di guerra in Angola e in Afghanistan per vari quotidiani e riviste: The Observer, National Review, The Spectator, The Wall Street Journal o il Sunday Telegraph. Fu anche chiamato a partecipare, in qualità di esperto di geostrategia, a numerosi programmi radiotelevisivi su Voice of America, CNN, Fox News, BBC World. Nel 1988 Sikorski vinse il  premio World Press Photo of the Year per una fotografia scattata nel teatro di guerra dell'intervento sovietico in  Afghanistan.
Nel 1990, dopo la caduta del Muro di Berlino, divenne consigliere di Rupert Murdoch per i suoi investimenti in Polonia.

### Carriera politica
Nel 1992 ritornò in Polonia e fu nominato viceministro della difesa nel governo presieduto da Jan Olszewski. Dal 1998 al 2001 partecipò al governo di Jerzy Buzek come viceministro degli affari esteri. Dal 2002 al 2005 fu membro del American Enterprise Institute a Washington e direttore della New Atlantic Initiative, un'organizzazione creata per rafforzare i legami fra americani ed europei dopo la fine della guerra fredda. Nel 2005 venne eletto senatore ed entrò nel governo polacco con la carica di ministro della difesa, ma presentò le sue dimissioni all'inizio del 2007 a causa di contrasti sorti col premier Jarosław Kaczyński.
SucceIn seguito entrò nel partito Piattaforma Civica di Donald Tusk. Con la vittoria di Piattaforma Civica nelle elezioni legislative del 2007, Sikorski fu eletto al Sejm e fu chiamato alla guida del Ministero degli affari esteri. Il 1º gennaio 2010 fu eletto anche presidente della commissione parlamentare per gli affari europei. Nell'ottobre 2010 Sikorski è stato eletto vicesegretario del partito Piattaforma Civica.
Assieme a Catherine Ashton, Alto rappresentante dell'Unione per gli affari esteri e la politica di sicurezza, e ai ministri degli esteri di Francia e Germania, Laurent Fabius e Frank-Walter Steinmeier, è intervenuto quale mediatore nella crisi ucraina, quando le proteste di Euromaidan sfociarono in violenti scontri a Kiev durante i quali, nel febbraio 2014, si contò la morte di circa cento persone tra manifestanti e forze governative: la crisi si concluse con la sconfitta politica del presidente Viktor Janukovyč, sfiduciato dal Parlamento ucraino. 
Viene travolto dalle polemiche nel 2022, quando ringrazia gli Stati Uniti per aver distrutto il gasdotto North Stream, che riforniva l'Europa di gas russo. Dopo la distruzione i prezzi del consumo di gas si impennarono per la maggior parte i cittadini europei. 
Il 13 dicembre 2023, in occasione del giuramento del governo Tusk III, entra in carica come ministro degli affari esteri.

### Vita personale
Sikorski è sposato dal 1992 con la giornalista e storica ebrea statunitense Anne Applebaum, vincitrice del Premio Pulitzer nel 2004. La coppia ha due figli, Aleksander e Tadeusz.

## Onorificenze
- Ordine presidenziale della Luce (2013)[1]
- Ordine della Croce della Terra Mariana (2014)[2]
- Ordine al merito della Repubblica ungherese (2014)[3]
- Ordine d'Onore (2014)
- Ordine delle Tre stelle (2013)[4]
- Ordine della Corona (2013)
- Ordine di San Carlo (2012)[5]
- Legion d'onore (2012)
- Ordine di Jaroslav il Saggio (2011)[6]
- Ordine della Stella Polare (2011)[7]
- Ordine al merito (2009)[8]